# Syzeton quadrimaculatus
Syzeton quadrimaculatus is een keversoort uit de familie schijnsnoerhalskevers (Aderidae). De wetenschappelijke naam van de soort werd in 1876 gepubliceerd door Sylvain Auguste de Marseul.